# Nick Dunning
Nick Dunning (Wexford, 1959) è un attore irlandese.
È conosciuto principalmente per il suo ruolo di Tommaso Bolena nella serie televisiva Showtime I Tudors, per il quale vinse il premio IFTA al miglior attore non protagonista. Dal 2013 al 2015 interpreta Lupo Mercuri nella serie televisiva Starz Da Vinci's Demons.

## Filmografia parziale

### Cinema
- Cult Killer - La vendetta prima di tutto (Cult Killer), regia di Jon Keeyes (2024)

### Televisione
- I Tudors (The Tudors) - serie TV, 20 episodi (2007-2008)
- Da Vinci's Demons - serie TV, 11 episodi (2013-2015)

## Doppiatori italiani
Nelle versioni in italiano delle opere in cui ha recitato, Josh Zuckerman è stato doppiato da:
- Stefano Mondini ne I Tudors, The Iron Lady
- Lucio Saccone in Da Vinci's Demons
- Pierluigi Astore in Harry Wild
- Gianni Giuliano in Cult Killer - La vendetta prima di tutto